# Національний історичний музей (Софія)

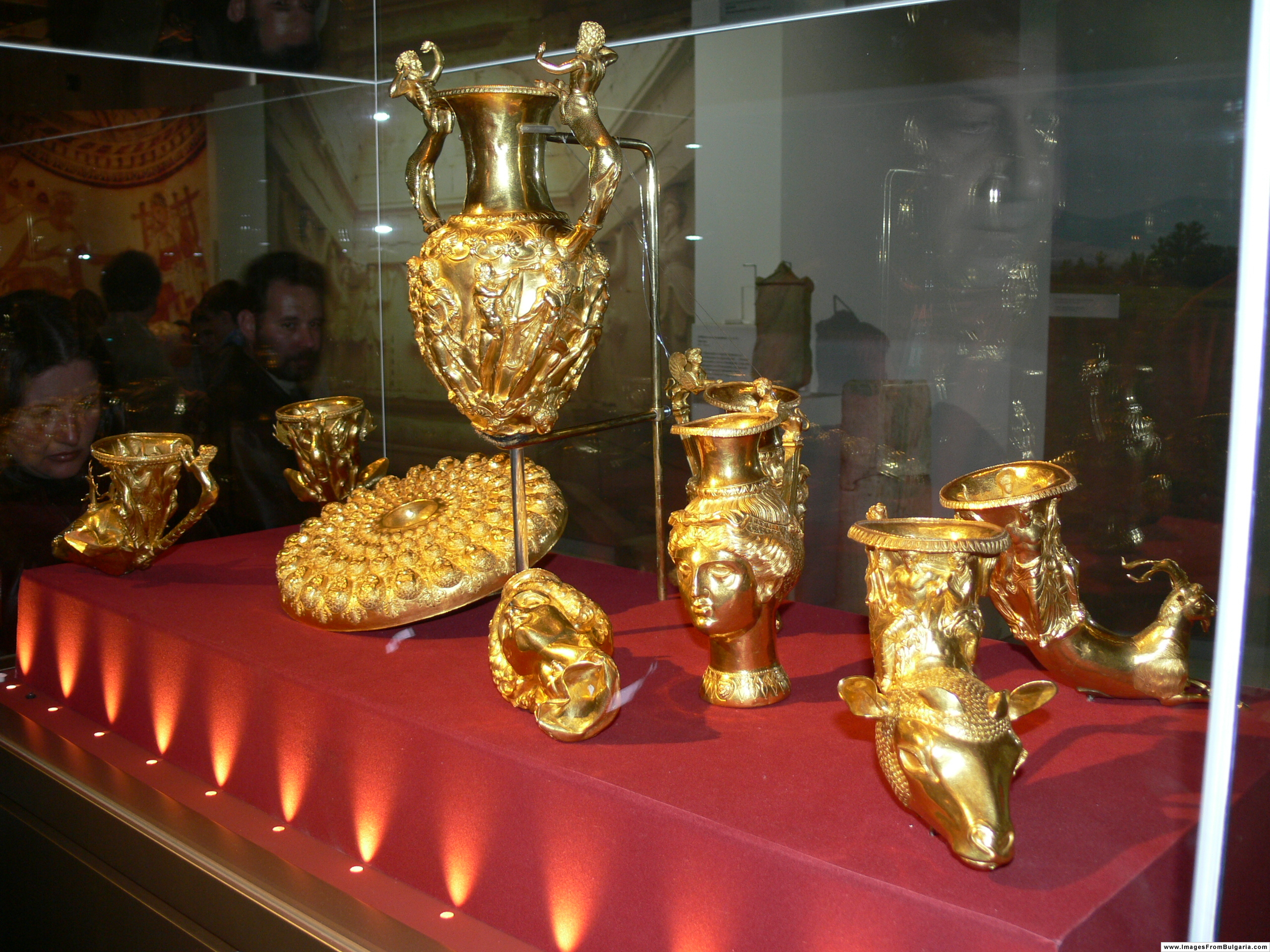
Золотий скарб з Панагюриште (IV—III в.пр.н. е.)

Національний історичний музей Болгарії — музей в Софії, Болгарія.

## Історія
Музей був відкритий в 1973 році рішенням уряду. Перша експозиція була представлена в 1984 році у честь 1300-річчя Болгарської держави. В 2000 році музей перемістився в будівлю урядової резиденції «Бояна», Софія.

## Фонди та відділення
На сьогоднішній день в музеї близько 650 тисяч одиниць зберігання.
Найціннішими є колекції археологічних знахідок від палеоліту до середньовіччя. Окрім цього тут експонуються старовинні монети, зброя, предмети побуту, меблі, карти, геральдичні символи, рідкісні історичні фотографії, церковні приналежності, марки.
Історичний музей складається з декількох відділів: археології, історії та етнографії.

## Філіали
- Боянська церква, Софія
- Національний музей «Кораб Радецкі», Козлодуй
- Земенський монастир, Земен
- Музей «България и славянският свят» (колишній «Българо-Съветска дружба»)
- Церква Сорока Великомучеників (Велико-Тирново)
- Музей острова Лівінгстон, Антарктика[2]